# Liste der Monuments historiques in Chazilly
Die Liste der Monuments historiques in Chazilly führt die Monuments historiques in der französischen Gemeinde Chazilly auf.

## Liste der Objekte
| Bezeichnung                     | Beschreibung                                | Standort                            | Kennzeichnung | Schutzstatus | Datum    | Bild |
| ------------------------------- | ------------------------------------------- | ----------------------------------- | ------------- | ------------ | -------- | ---- |
| Relief Auferweckung des Lazarus | Kalkstein, 17. Jahrhundert                  | Grande Rue, auf dem Friedhof (Lage) | PM21000597    | Classé       | 1938 (?) |      |
| Skulptur Heiliger Martin        | Holz, farbig gefasst und vergoldet, um 1500 | in der Kirche St-Martin (Lage)      | PM21003813    | Inscrit      | 1984     |      |